# تمرد داعش في تونس
يُقصد بتمرد داعش في تونس أو تمرد تنظيم الدولة الإسلامية (داعش) في تونس استمرار نشاط الدولة الإسلامية في العراق والشام في بعض ولايات الدولة التونسيّة بعدما بدأَ في حزيران/يونيو 2015 خلالَ هجوم سوسة إلّا أنّ معالمَ هذا التمرد قد ظهرت من قَبل وذلكَ خِلال الهجوم الإرهابي على متحف باردو في آذار/مارس 2015 والتي ألقت فيهِ الحكومة التونسية باللوم على لواء عقبة بن نافع. على الجِهة المقابلة؛ بدأ التمرد الحقيقي للتنظيم الإرهابي خلال الاشتباكات التي جرت بينه وبين الجيش التونسي بالقرب من بنقردان في آذار/مارس 2016. حينها تغيّر تكتيك التنظيم من الهجمات الانتحارية المُتفرقة أو ما يُعرف بالذئاب المنفردة إلى محاولات كسب السيطرة على الأراضي كما حصل في دول عربيّة أخرى كسوريا؛ العراق وليبيا.

## الخلفية

### صعود الإسلاميين المُتشددين
منذ موت عنتر الزبيري زعيم تنظيم الجماعة الإسلامية المسلحة التي كانت تتبعُ تنظيم القاعدة والتي برزت بشكل خاص في الحرب الأهلية الجزائرية في شباط/فبراير 2002؛ ظهرت جماعات إسلامية مُتشددة في تونس وفي دول المنطقة المغاربية بشكلٍ عام حيثُ برزَ تنظيم الجماعة السلفية للدعوة والقتال والذي استمرّ في حشد صفوفه حتى تمكّن من اختراق الأجهزة الأمنية التونسية والجزائرية في كذا عمليات. بدأت سلسلة العمليات الانتحاريّة في 11 نيسان/أبريل 2002 حينما قامت جماعة تابعة لتنظيم القاعدة بتفجيرٍ في جزبرة جربة على مقربة من الجارة الجزائر. أُصيبَ واحد وعشرون شخصا خلال الهجوم وقد اشتبهت السلطات في مواطن بولندي يحملُ الجنسية الألمانية ويُدعى كريستيان غانزارسكي وذلك بسبب علاقتهِ معَ بعض أعضاء تنظيم القاعدة. قُتلَ في كانون الأول/ديسمبر 2006 شخصان وتمكنَ الجيش من إلقاء القبض على منفذي العمليّة أمّا في 3 كانون الثاني/يناير 2007 فقد اندلعت اشتباكات عنيفة نوعًا ما في سليمان بين الشرطة التونسية ومجموعة مُسلحة لم يُكشف عن هويّتها. قُتل خلال هذه الاشتباكات أربعة عشر شخصًا من بينهم اثنين من رجال الشرطة فيما أُلقي القبض على خمسة عشر آخرين. بعد هدوء نسبي عمّ معظم الولايات؛ عادت تونس لعمليات الذئاب المنفردة في 18 آذار/مارس 2015 حينمت هاجمَ ثلاث مسلحين المتحف الوطني في باردو في العاصمة التونسية تونس وأخذوا معهم بعضَ الرهائن. تسبب الهجوم في مقتل واحد وعشرين شخصا في عين المكان معظمهم من سياح القارة الأوروبية في حين توفي شخص آخر بعد عشرة أيام في المستشفى مُقابل إصابة حوالي خمسين آخرين بجروح. تبيّن فيما بعد أنّ المهاجمين الثلاث من تونس وقد تمكنت الشرطة من قتلِ اثنين منهم وهما ياسين العبيدي وصابر خشناوي في حين قُبض على الثالث. تعاملت الشرطة معَ الحدث على أساس أنّهُ عمل إرهابي؛ قبلَ أن يُعلن تنظيم الدولة الإسلامية في العراق والشام مسؤوليتهُ عن الهجوم وهدد بارتكاب المزيد من الهجمات غير أن الحكومة التونسية ألقت باللوم على مجموعة محليّة منشقة عن تنظيم القاعدة في المغرب الإسلامي وبالتحديد لواء عقبة بن نافع. خلال شهر آذار/مارس من نفس العام؛ قُتل تسعة أعضاء من جماعة مسلحة خلال مداهمة الشرطة لمقراتهم.

## التاريخ
| السّنة   | عدد الوفيات | عدد الإصابات |
| ------- | ----------- | ------------ |
| 2015    | 53-77       | 55-97        |
| 2016    | 70-90       | 21           |
| 2017    | 6           | 8            |
| المجموع | 127-173     | 84-126       |

في 26 حزيران/يونيو 2015؛ قامت جماعة إسلاميّة مُتشددة بالهجومِ على منتجع سياحي في ميناء القنطاوي الذب يبعدُ حوالي 10 كيلومتر (6.2 ميل) إلى الشمال من مدينة سوسة في تونس. تسبب هذا الهجوم في مقتل ثمانية وثلاثين شخصًا من بينم ثلاث سواح بريطانيين. يُعد الهجوم الأكثر دموية تنفذهُ جهة فاعلة غير حكومية عنيفة في تاريخ تونس الحديث. تواصلت سلسلة الهجمات الإرهابيّة بعدَ مقتل اثنين وعشرين شخصًا في هجوم متحف باردو الوطني.
في 24 تشرين الثاني/نوفمبر؛ انفجرت حافلة تقل الحرس الرئاسي مما تسبّبَ في مقتل اثني عشر شخصًا على الطريق الرئيسي في تونس العاصمة. أعلنَ تنظيمُ داعش مسؤوليته عن الهجوم؛ كما قضى الانتحاري ويُدعى حسام ابدلي نحبهُ في الهجوم أيضًا.

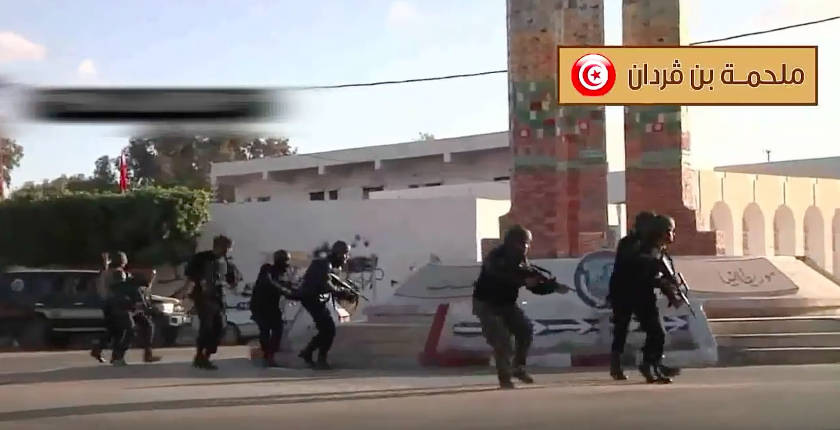
قوات الأمن خلال معركة بن قردان.

جرت بين 7-9 مارس من عام 2016 عدّة اشتباكات بينَ الجيش التونسي من جهة وبينَ مسلحين مجهولي الهويّة من جهة ثانية. أولى هذه الاشتباكات كان عبارة عن هجومًا مسلحًا حصلَ في السابع من آذار/مارس في مدينة بنقردان قرب الحدود مع ليبيا. استمرت الاشتباكات أيضا في الثامن والتاسع من نفسِ الشهر وفي ذات المنطقة. بلغ عددُ القتلى خمسة وأربعين مُسلحًا مُقابلَ ثلاثة عشر في صفوف الأمن وسبعة من المدنيين. في 19 آذار/مارس؛ قُتل اثنين من المسلحين في ليبيا بالقرب من موقع هجوم بنقردان فيما أُصيبَ ثلاثة من المدنيين وبعض قوات الأمن بجروح متوسطة. في 30 آذار/مارس؛ قُتل أربع عناصر من القوات التونسية في كمين نصبه تنظيم داعش في ولاية القصرين ثمّ قُتل في 11 أيار/مايو أربعة من رجال الشرطة خلال هجوم انتحاري لأحد عناصر التنظيم الإرهابي وجاءَ ذلك في أعقاب مقتل اثنين من الإرهابيين المشتبه بهم بالقرب من تونس العاصمة. في 26 تشرين الأول/أكتوبر؛ اعتقلت السلطات أميركيين اثنيين في مدينة جندوبة (شمال غرب تونس) للاشتباه في تورطهم معَ تنظيم إرهابي. أمّا في الخامس من تشرين الثاني/نوفمبر فقد قتلَ مسلحون جنديًا في منزله في المنطقة الوسطى وقد أعلن داعش في وقت لاحق مسؤوليتهُ عن عملية القتل أو التصفية. تواصلت الاشتباكات المتفرقة بين الطرفين؛ ففي التاسع من تشرين الثاني/نوفمبر طاردت القوات البرية التونسية بالرصاص زعيم مجموعة مسلحة لها علاقة بداعش وذلك بعد أربعة أيام من قتلها للجندي الأعزل في منزله وسطَ تونس.
قُتل في 12 آذار/مارس 2017 ضابط شرطة واثنين من المسلحين في تبادل لإطلاق النار عند نقطة تفتيش في جنوب تونس فيما أُصيبَ ثلاثة ضباط آخرين بجروح. في 2-3 حزيران/يونيو من نفس العام؛ اكتشفت وحدة من الجيش الوطني جثة راعي يُشتبه في أن مسلحين قاموا بتصفيته وذلك بعدما اختطفوه يوم الجمعة في حين لم تعثر على راعي آخر ظل مفقودا حتى أواخر سنة 2018. انفجر لغم في الثامن من حزيران/يونيو في إحدى جِبال سيدي بوزيد أثناء عملية اجتياحٍ للجيش مما تسبب في مقتل جندي واحد وجرح آخر. بعد ذلك بأسبوع واحد؛ أي في 16 حزيران/يونيو أُصيبت امرأة بجروح بعدما انفجرت فيها عبوة ناسفة بالقرب من جبل السلوم في محافظة القصرين. في 22 آب/أغسطس؛ أدّى انفجار عبوة ناسفة جديدة إلى جرح جنديين في دورية في مرتفعات ولاية القصرين. مع بداية شهر تشرين الثاني/نوفمبر؛ طعن بعض المسلحين اثنين من ضباط الشرطة بالقرب من البرلمان التونسي مما أسفر عن مقتل واحد وإصابة الثاني بجروح بليغة. في نفس اليوم؛ هاجمت جماعة مسلحة غير معروفة أحد البنوك في مدينة القصرين وتمكنت من سرقة المال وأخد رهينة.